# بیلی مارکوس
بیلی مارکوس (به انگلیسی: Billy Markus) خالق ارز رمزنگاری شدهٔ دوج‌کوین است.
او با نام مستعار شیبِتوشی ناکاماتو (Shibetoshi Nakamoto) در توییتر زندگی عمومی کمتری نسبت به جکسون پالمر، همکار او دارد.